# Hypnum subdiminutivum
Hypnum subdiminutivum là một loài Rêu trong họ Hypnaceae. Loài này được Geh. & Hampe mô tả khoa học đầu tiên năm 1879.